# Юханссон, Йеспер (футболист, 1979)
Йеспер Хуберт Юханссон (фин. Jesper Hubert Johansson; 14 декабря 1979, Паргас) — финский футболист, полузащитник.

## Биография
Воспитанник клуба «Паргас», в нём же в 17-летнем возрасте начал взрослую карьеру в низших лигах Финляндии.
В начале 1998 года перешёл в эстонский клуб «Флора» (Таллин), где сезоном раньше играл его брат Юнатан. Поначалу Йеспер не пробился в основу «Флоры» и отдавался в аренду в другие клубы — в весенней части сезона 1997/98 выступал в переходном турнире между высшей и первой лигами за «Валль» (Таллин). Летом 1998 года был отдан в аренду в «Лелле СК», в этом клубе провёл полтора сезона в высшей лиге Эстонии. Дебютный матч за «Лелле» сыграл 18 июля 1998 года против «Лантаны», а первый гол забил 1 августа 1999 года в ворота «Левадии». В 2000 году был переведён в основной состав «Флоры», где за сезон сыграл 9 матчей и забил 3 гола, его клуб стал серебряным призёром чемпионата. Всего в высшем дивизионе Эстонии провёл 38 матчей и забил 7 голов.
В сентябре 2000 года перешёл в английский клуб «Шеффилд Уэнсдей», однако не сыграл ни одного матча. В 2001 году числился в клубе высшего дивизиона Швеции «Юргорден», где также ни разу не вышел на поле. В дальнейшем несколько лет играл за клубы низших дивизионов Швеции — «Вэртанс ИК», «Браге», «Вестра Фрёлунда».

## Личная жизнь
Брат Юнатан (род. 1975) также футболист, сыграл более 100 матчей за сборную Финляндии.